# Рік Мігер
Рік Мігер (англ. Rick Meagher, нар. 2 листопада 1953, Бельвіль) — колишній канадський хокеїст, що грав на позиції центрального нападника.
Провів понад 700 матчів у Національній хокейній лізі. 

## Ігрова кар'єра
Хокейну кар'єру розпочав 1974 року.
Протягом професійної клубної ігрової кар'єри, що тривала 15 років, захищав кольори команд «Нова Шотландія Вояжерс», «Бінгемтон Вейлерс», «Мен Марінерс», «Монреаль Канадієнс», «Гартфорд Вейлерс», «Нью-Джерсі Девілс» та «Сент-Луїс Блюз».
Загалом провів 753 матчі в НХЛ, включаючи 62 гри плей-оф Кубка Стенлі.

## Тренерська робота
Робота обмежилась асистентом головного тренера в «Сент-Луїс Блюз».

## Нагороди та досягнення
- Приз Франка Селке — 1990.

## Статистика
| Сезон        | Клуб                     | Ліга         | Регулярний сезон | Регулярний сезон | Регулярний сезон | Регулярний сезон | Регулярний сезон | Плей-оф | Плей-оф | Плей-оф | Плей-оф | Плей-оф |
| Сезон        | Клуб                     | Ліга         | І                | Г                | П                | О                | ШХ               | І       | Г       | П       | О       | ШХ      |
| ------------ | ------------------------ | ------------ | ---------------- | ---------------- | ---------------- | ---------------- | ---------------- | ------- | ------- | ------- | ------- | ------- |
| 1973–74      | Бостонський університет  | ЗКХА         | 30               | 19               | 21               | 40               | 26               | —       | —       | —       | —       | —       |
| 1974–75      | Бостонський університет  | ЗКХА         | 32               | 25               | 28               | 53               | 80               | —       | —       | —       | —       | —       |
| 1975–76      | Бостонський університет  | ЗКХА         | 28               | 12               | 25               | 37               | 22               | —       | —       | —       | —       | —       |
| 1976–77      | Бостонський університет  | ЗКХА         | 34               | 34               | 46               | 80               | 42               | —       | —       | —       | —       | —       |
| 1977–78      | «Нова Шотландія Вояжерс» | АХЛ          | 57               | 20               | 27               | 47               | 33               | 11      | 5       | 3       | 8       | 11      |
| 1978–79      | «Нова Шотландія Вояжерс» | АХЛ          | 79               | 35               | 46               | 81               | 57               | 10      | 1       | 6       | 7       | 11      |
| 1979–80      | «Монреаль Канадієнс»     | НХЛ          | 2                | 0                | 0                | 0                | 0                | —       | —       | —       | —       | —       |
| 1979–80      | «Нова Шотландія Вояжерс» | АХЛ          | 64               | 32               | 44               | 76               | 53               | 6       | 3       | 4       | 7       | 2       |
| 1980–81      | «Гартфорд Вейлерс»       | НХЛ          | 27               | 7                | 10               | 17               | 19               | —       | —       | —       | —       | —       |
| 1980–81      | «Бінгемтон Вейлерс»      | АХЛ          | 50               | 23               | 25               | 58               | 54               | —       | —       | —       | —       | —       |
| 1981–82      | «Гартфорд Вейлерс»       | НХЛ          | 65               | 24               | 19               | 43               | 51               | —       | —       | —       | —       | —       |
| 1982–83      | «Гартфорд Вейлерс»       | НХЛ          | 4                | 0                | 0                | 0                | 0                | —       | —       | —       | —       | —       |
| 1982–83      | «Нью-Джерсі Девілс»      | НХЛ          | 57               | 15               | 14               | 29               | 11               | —       | —       | —       | —       | —       |
| 1983–84      | «Нью-Джерсі Девілс»      | НХЛ          | 52               | 14               | 14               | 28               | 16               | —       | —       | —       | —       | —       |
| 1983–84      | «Мен Марінерс»           | АХЛ          | 10               | 6                | 4                | 10               | 2                | —       | —       | —       | —       | —       |
| 1984–85      | «Нью-Джерсі Девілс»      | НХЛ          | 71               | 11               | 20               | 31               | 22               | —       | —       | —       | —       | —       |
| 1985–86      | «Сент-Луїс Блюз»         | НХЛ          | 79               | 11               | 19               | 30               | 28               | 19      | 4       | 4       | 8       | 12      |
| 1986–87      | «Сент-Луїс Блюз»         | НХЛ          | 80               | 18               | 21               | 39               | 54               | 6       | 0       | 0       | 0       | 11      |
| 1987–88      | «Сент-Луїс Блюз»         | НХЛ          | 76               | 18               | 16               | 34               | 76               | 10      | 0       | 0       | 0       | 8       |
| 1988–89      | «Сент-Луїс Блюз»         | НХЛ          | 78               | 15               | 14               | 29               | 53               | 10      | 3       | 2       | 5       | 6       |
| 1989–90      | «Сент-Луїс Блюз»         | НХЛ          | 76               | 8                | 17               | 25               | 47               | 8       | 1       | 0       | 1       | 2       |
| 1990–91      | «Сент-Луїс Блюз»         | НХЛ          | 24               | 3                | 1                | 4                | 6                | 9       | 0       | 1       | 1       | 2       |
| Усього в НХЛ | Усього в НХЛ             | Усього в НХЛ | 691              | 144              | 165              | 309              | 383              | 62      | 8       | 7       | 15      | 41      |